# Plaque de l'île de Pâques
Pour les articles homonymes, voir Pâques (homonymie).
La plaque de l'île de Pâques est une microplaque tectonique de la lithosphère de la planète Terre. Sa superficie est de 0,00411 stéradians. Elle est généralement associée à la plaque de Nazca.
Elle se situe dans l'est de l'océan Pacifique dont elle couvre une petite partie. L'île de Pâques qui a donné son nom à cette plaque tectonique se situe plus à l'est, sur la plaque de Nazca.
La plaque de l'île de Pâques est en contact avec les plaques pacifique et de Nazca.
Ses frontières avec les autres plaques sont notamment formées de la dorsale du Pacifique Est sur son bord ouest.
Le déplacement de la plaque de l'île de Pâques se fait à une vitesse de rotation de 11,40° par million d'années selon un pôle eulérien situé à 28°30' de latitude nord et 66°40' de longitude est (référentiel : plaque pacifique).

## Sources
- (en) Peter Bird, An updated digital model of plate boundaries, vol. 4, Geochemistry Geophysics Geosystems, 14 mars 2003 (DOI 10.1029/2001GC000252, Bibcode 2003GGG.....4.1027B, lire en ligne)